# ネロ (ガンダムシリーズ)
ネロ (NERO) は、「ガンダムシリーズ」に登場する架空の兵器。有人操縦式の人型ロボット兵器モビルスーツ (MS) の一つ。初出は、1987年から1990年まで『モデルグラフィックス』に連載されていた企画『ガンダム・センチネル』。
作中の軍事勢力の一つである地球連邦軍の量産機の代表格であるジムのコンセプトを受け継いだ、ハイスペック量産機である。
当記事では、各種派生機の解説も記述する。

## 設定解説
λガンダムの上半身の設計データとιガンダム（Sガンダム）の下半身の設計データを組み合わせて製造された、アナハイム・エレクトロニクスの量産機。ムーバブルフレームによるモジュール構造化の進んだアナハイム・ガンダムの宇宙世紀0088年当時におけるハイスペック量産機でもあり、肩部にはムーバブルフレーム式の多目的ラッチを備えるなど、当初からマルチロール機としての汎用性を考慮して設計されている。
肩の外殻ユニットはフレームに接続されており、これによって単機での月面降下を可能とするランディング・デバイスやプロペラント・タンクなどの予備兵装や追加武装を携行できるうえ、外殻ユニット自体を外してオプション・バインダーを装備するネロ・トレーナーに換装することも可能であるなど、多目的な運用を可能とする多数のオプションと拡張性に優れる。また、胸部にはジェネレーターの大型化によるダブル・ダクトを備えている。
固定武装のビーム・サーベルは膝のユニットに収納されており、ネロはSガンダムの量産型とも言える機体となっている。
性能的にほぼ飽和状態に達したジムIIIに替わって採用されるが、コストの高さがネックになったとする説と、コストの高さから次期主力MSの座をジムIIIに譲る結果となったとする説がある。

## EWAC（イーワック）ネロ
ネロの偵察機仕様。最大の特徴は、長距離用・敵味方識別用レーダーアンテナやディスク・レドーム・システムなど、EWAC用装備を多数装備した巨大な頭部。頭部と一体化した背面部にはデータポッドが装備されており、無線通信が不可能となった際にはデータを暗号化して射出できるほか、肩部には無人偵察機 (Remotely Piloted Vihicle, RPV) が装備されており、本体から離脱して稼働できる。また、背部にはバーニア付きプロペラント・タンク、右腕には「山越えカメラ」と通称される偵察カメラを有線で伸ばして用いるユニットをそれぞれ装備している。電子戦装備の多くは、『機動戦士ガンダムΖΖ』に登場するRMS-119 アイザックと共通したパーツを使用している。
コクピットは操縦士と索敵担当の2人乗りとなっている。
なお、スペックノートに固定武装は記載されていないが、ゲーム『ギレンの野望 アクシズの脅威V』ではビーム・ライフルとビーム・サーベルを装備している。

## ネロ・トレーナー
両肩をオプションのスラスター内蔵のバインダーに換装した汎用高機動型。バインダーはムーバブルフレームで接続されており、任意方向に可動することによって空間機動性を高めているが、行動時間は少々犠牲となっている。
戦技教導団やMS部隊指揮官用の訓練機として開発され、その瞬間加速性能からアグレッサー機として当初の要求以上の機体となった。

## ネロ（バインダーカノン装備型）
肩部をビーム・カノン装備のバインダーに換装したバリエーション機。
本編未登場だが、大日本絵画のTRPG『ガンダムセンチネルRPG』において、プレイヤーが搭乗できる機体のラインナップに加わっている。デザイン画はネロ・トレーナーの準備稿の流用のため、本体のデザインがネロの決定稿と異なっている。装備のビーム・カノンは「高級機すぎる」ということで採用されず、現行のネロ・トレーナーになった。